# Латышская литература

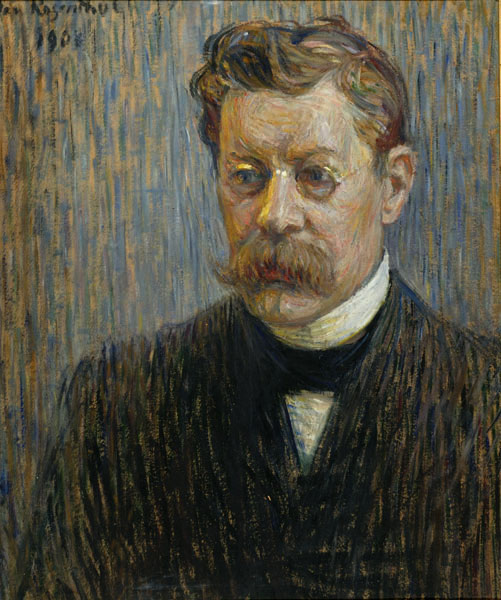
Рудольф Блауманис — один из самых известных латышских писателей

Латышская литература — литература латышей, созданная в основном на латышском и латгальском языке. Латышская литература распадается в свою очередь на два периода: позднесредневековый и современный. Понятие латышская литература не следует путать с понятием латвийская литература, которая включает произведения писателей Латвии разных национальностей, написанные на разных языках.

## Периодизация
В позднесредневековый период (XII—XVIII вв.) следует говорить не о латышской, а о латвийской литературе, точнее о литературах каждой из историко-культурных областей, составлявших Латвию в средние века (Курляндия, Ливония, Латгалия). Во-первых, живущие в Латвии писатели разных национальностей (латыши и немцы) для записи своих текстов использовали латынь и немецкий язык, который становится всё более популярным с течением времени. Во-вторых, процесс консолидации латышского этноса и латышского языка оставался незавершённым.
Полноценная литература на латышском языке возникает в XIX—XX веках после нейтрализации немецкого влияния, когда завершился процесс консолидации латышских народностей и становления литературного латышского языка.
До этого собственно латышская литература базировалась в основном на устном народном творчестве латышских крестьян, передававшихся в виде народных песен дайн. (См. латышский фольклор).

## Развитие латышской литературы
Впервые литература Латвии возникла в XVI веке в ходе Реформации: перевод Лютерова катехизиса «Undeutsche Psalmen» (1587) и прочие произведения светского характера появляются уже в эпоху Стендеров: Старшего (1714—1796, сказки, «Книга премудрости», поэзия) и Младшего (1744—1819, первая комедия и др.).
С 1860-х годов начинается активный подъём национального самосознания самих латышей, оживляется пресса на латышском языке, появляется богатый фольклор. Собираются народные песни (Барон, 1894) и предания. Выступают поэты, лирики (Юрис Алунан, Лаутенбах, Силин и др.), беллетристы и переводчики, историки и критики (Блауманис, Апситис, Деглавс, Янсон-Браун и др.). Собственно светская латышская литература возникла в XVIII веке под влиянием литературы Западной Европы, когда немецкие пасторы-лютеране положили начало городской светской литературе на латышском языке, которую они считали противовесом латышским народным песням.
Первый роман — «Времена землемеров» братьев Каудзите (1879). Эпос «Лачплесис» составлен Андреем Пумпуром и опубликован в 1888 году. Первый известный драматург — Адольфс Алунанс.
Известнейшие писатели конца XIX — начала XX века: Райнис, Аспазия, Рудольф Блауманис, Александр Чакс, Эдварт Вирза, Янис Порукс, Эдуард Вейденбаумс. Кришьянис Баронс — организатор систематического сбора народных песен (дайн).
Известные писатели периода межвоенной Латвийской Республики и ранней Латвийской ССР: Вилис Лацис, Андрей Упит, Янис Яунсудрабиньш, Эрнест Бирзниекс-Упитис, Висвалдис Ламс и др.
Известнейшие писатели поздней ЛССР: Оярс Вациетис, Имант Зиедонис, Янис Ниедре.
Один из известнейших современных латышских писателей, переводившихся на русский язык — Гунтис Берелис.